# Dejan Jovanovski
Dejan Jovanovski (in macedone Дејан Јовановски?; Skopje, 26 marzo 1973) è un ex cestista macedone.

## Carriera
Con la Macedonia ha disputato i Campionati europei del 1999.

## Palmarès
- Campionato macedone: 6

Rabotnički: 1992-93, 1993-94, 1994-95, 1995-96, 1996-97, 2005-06
- Campionato svizzero: 1

Lugano Tigers: 2000-01
- Coppa di Macedonia: 3

Rabotnički: 1994, 2006
Gostivar: 2002
- Coppa Svizzera: 1

Lugano Tigers: 2001